# Вулиця (фільм)
«Вулиця» (нім. Die Straße) — німецька фантасмагорична драма 1923 року режисера Карла Ґруне. Прем'єра фільму відбулася 29 листопада 1923 року.

## Сюжет
Втомлений від повсякденності і буденності, від щоденних звичок і обов'язків, від одноманітного супу, який готує дружина, поважаючий закон міщанин виходить на вулицю. На вулиці героя за кожним рогом і поворотом очікують розпусти, обмани і злочини.
До міщанина приходить гість з провінції, і витягує з кишені товстий гаманець. Усі сідають грати в карти, гостя обкрадають, а потім і вбивають. Подружка героя разом зі своїми приятелями забираються геть, а героя залишають біля трупа. Він роздавлений тим, що трапилося і у нього не вистачає ні сил, ні рішучості захищатися в поліцейській дільниці. Опинившись у в'язниці, він з відчаю вирішує покінчити життя самогубством, але поліцейські знаходять справжнього вбивцю.
Герой повертається додому якраз в момент коли дружина накриває на стіл і ставить на нього суп. Життя героя набуває колишнього ритму, а бажання вийти на вулицю зовсім відпадає.

## В ролях
| Актор           |  | Персонаж         |
| --------------- |  | ---------------- |
| Ойген Кьопфер   |  | чоловік-міщанин  |
| Антон Едтофер   |  | сутенер          |
| Од Ейгед Ніссен |  | повія            |
| Леонард Хаскель |  | провінціал       |
| Люсі Хьофліх    |  | дружина міщанина |
| Макс Шрек       |  | сліпий           |